# 福祿考
福祿考，別名小天藍繡球、五色梅、桔梗石竹、福祿花，屬於福祿考屬。福祿考原產於美國德克薩斯州，但經由公路等交通因素的傳播，現已廣佈在整個美國南方。福祿考开有繁茂的花，常被做為觀賞植物。